# Saut en longueur féminin à la Ligue de diamant 2012
Navigation
2011
Le concours du saut en longueur féminin de la Ligue de diamant 2012 se déroule du 19 mai au 30 août 2012. La compétition fait successivement étape à Shanghai, Eugene, Oslo, Paris, Stockholm, Lausanne et Zurich.

## Calendrier
| Date           | Meeting             | Ville     | Pays       |
| -------------- | ------------------- | --------- | ---------- |
| 19 mai 2012    | Golden Grand Prix   | Shanghai  | Chine      |
| 2 juin 2012    | Prefontaine Classic | Eugene    | États-Unis |
| 7 juin 2012    | Bislett Games       | Oslo      | Norvège    |
| 6 juillet 2012 | Meeting Areva       | Paris     | France     |
| 17 août 2012   | DN Galan            | Stockholm | Suède      |
| 23 août 2012   | Athletissima        | Lausanne  | Suisse     |
| 30 août 2012   | Weltklasse          | Zurich    | Suisse     |

## Résultats
| Date | Meeting   | 1er                               | 1er   | 2e                                 | 2e    | 3e                              | 3e    |
| --- | --------- | --------------------------------- | ----- | ---------------------------------- | ----- | ------------------------------- | ----- |
| 19 mai 2012 | Shanghai  | Janay DeLoach 6,73 m (MR)         | 4 pts | Blessing Okagbare 6,64 m           | 2 pts | Funmi Jimoh 6,53 m              | 1 pt  |
| 2 juin 2012 | Eugene    | Shara Proctor 6,84 m (PB)         | 4 pts | Éloyse Lesueur 6,83 m              | 2 pts | Janay DeLoach 6,71 m            | 1 pt  |
| 7 juin 2012 | Oslo      | Olga Kucherenko 6,96 m (+2,6 m/s) | 4 pts | Yelena Sokolova 6,89 m (+2,6 m/s)  | 2 pts | Janay DeLoach 6,78 m (+0,8 m/s) | 1 pt  |
| 6 juillet 2012 | Paris     | Yelena Sokolova 6,70 m            | 4 pts | Shara Proctor 6,65 m               | 2 pts | Éloyse Lesueur 6,56 m           | 1 pt  |
| 17 août 2012 | Stockholm | Yelena Sokolova 6,82 m            | 4 pts | Nastassia Mironchyk-Ivanova 6,75 m | 2 pts | Janay DeLoach 6,69 m            | 1 pt  |
| 23 août 2012 | Lausanne  | Yelena Sokolova 6,89 m            | 4 pts | Blessing Okagbare 6,73 m           | 2 pts | Janay DeLoach 6,71 m            | 1 pt  |
| 30 août 2012 | Zurich    | Yelena Sokolova 6,92 m            | 8 pts | Blessing Okagbare 6,85 m           | 4 pts | Shara Proctor 6,80 m            | 2 pts |
| Records et Performances - AR : Record continental (area record) - CR : Record des championnats (championship record) - MR : Record du meeting (meet record) - NR : Record national (national record) - OR : Record olympique (olympic record) - PR : Record paralympique (paralympic record) - PB : Record personnel (personal best) - SB : Meilleure performance personnelle de la saison (season's best) - WL : Meilleure performance mondiale de l'année (world leader) - WJR : Record du monde junior (world junior record) - WR : Record du monde (world record) Circonstances et Conditions - DNF : N'a pas terminé (did not finish) - DNS : N'a pas pris le départ (did not start) - DQ : Disqualification (disqualification) - NM : Aucun essai valable enregistré (No Mark) - Q : Qualifié « directement » au prochain tour (ou à la prochaine compétition), lors d'une compétition majeure, grâce au classement ou à la réalisation des minima (automatic qualifier) - q : Qualifié au prochain tour (ou à la prochaine compétition), lors d'une compétition majeure, grâce au repêchage ou à la réalisation de l'une des meilleures performances parmi celles des « non qualifiés directement » (grâce au meilleur temps ou à la meilleure distance par exemple) (secondary qualifier) |           |                                   |       |                                    |       |                                 |       |

## Classement général
| Rang | Athlète | Points |
| ---- | ------- | ------ |
| 1    |         |        |
| 2    |         |        |
| 3    |         |        |
| 4    |         |        |
| 5    |         |        |